# Provincia di Temotu
La provincia Temotu è una delle nove province delle Isole Salomone.
Ha una superficie di 895 km² e 21.362 abitanti (Censimento 2009).
La provincia è formata da due catene di isole che si sviluppano parallelamente lungo una direzione nord-ovest / sud-est. Tra queste isole e gruppi di isole vanno segnalate le Isole Santa Cruz che un tempo davano il nome all'intera provincia.
Il capoluogo di provincia è Lata, situata su Nendö, la più grande e importante delle isole di Santa Cruz.

## Isole
Le principali isole sono:
- Anuta
- Duff Islands (inclusa Taumako)
- Fatutaka
- Malo
- Reef Islands (incluse Fenualoa, Lomlom, Makalom, Matema, Nalongo and Nupani, Nifiloli, Nukapu, Patteson Shoal, Pigeon Island e Pileni)
- Santa Cruz Islands (inclusa Nendö)
- Tikopia
- Tinakula
- Utupua
- Vanikoro (incluse Banie e Teanu)